# ایبوسکون
ایبوسکون (انگلیسی: Ebuskun؛ زادهٔ) یک زن سیاستمدار همسر پسر ارشد چغتای، Mütügen بود که پس از بیوه شدن در سال ۱۲۲۱ به عنوان نایب‌السطنه به قره هولگو نوه چغتای کمک می‌کرد.
هنگامی که پدرشوهرش جغتای در سال ۱۲۴۲ درگذشت، پسرش تاج و تخت را به ارث برد. از آنجایی که او خردسال بود، نایب السلطنه او شد. او قدرت را از دست داد زمانی که خان بزرگ جدید گیوک خان پسرش قره هولگو را با منگوقاآن جایگزین کرد.